# Bryden Nicholas
Bryden Nicholas (ur. 10 marca 1989 w Taurandze) – kajakarz górski z Wysp Cooka, olimpijczyk z Rio de Janeiro.
Jest bratem Elli i Jane, również kajakarek górskich.

## Przebieg kariery
W 2016 jedyny raz w karierze startował w letniej olimpiadzie. Podczas letnich igrzysk olimpijskich w Rio de Janeiro rywalizował w konkurencji K-1, gdzie w eliminacjach uzyskał wynik 105,18 plasujący go na ostatniej, 21. pozycji w klasyfikacji końcowej.
Dwukrotnie startował w mistrzostwach świata. Na mistrzostwach w 2015 startował tylko w eliminacjach, w pierwszym przejeździe uzyskał czas 147,67 dający 99. pozycję, a w drugim uzyskał czas 96,65 plasujący go na 36. pozycji. Natomiast w 2019 roku na mistrzostwach świata również rywalizował tylko w fazie eliminacyjnej, w pierwszym przejeździe uzyskał czas 113,38 dający 85. pozycję, w drugim zaś uzyskał czas 115,87, z którym uplasował się na 58. pozycji.